# Humícola
Humícola é um termo botânico que qualifica as plantas que vivem sobre matéria orgânica vegetal em decomposição.